# Paul Bailliart
Paul Bailliart est un ophtalmologiste et homme politique français né à Poitiers le 9 novembre 1877 et mort dans le 5e arrondissement de Paris le 29 octobre 1969.

## Biographie
Né à Poitiers le 9 novembre 1877, Paul Alfred Marie Bailliart fait ses études au lycée de Besançon, puis entre dans l'armée à l’École du Service de Santé de Lyon afin de faire ses études de médecine.
Sa thèse, soutenue en 1900, s'intitule Traitement chirurgical de la myopie, en particulier par la suppression du cristallin.
Venu à Paris en 1907 pour travailler avec Victor Morax, il est admis en 1909 à la Société française d'ophtalmologie de Paris, dont il fut longtemps secrétaire général. Médecin militaire pendant la première guerre mondiale, il entre en 1929 à l'hôpital des Quinze-Vingts, où il devient chef de service pendant 15 ans. 
Il fut ophtalmologiste de l'Institution Nationale des Jeunes aveugles depuis 1924, président de la Ligue internationale contre le tractome, président de l'Association Internationale contre la cécité, secrétaire pendant 15 ans de la société d'ophtalmologie de Paris. Il fut également président de la Ligue internationale de prophylaxie de la cécité.
Ses travaux sur la circulation rétinienne, ou ses manuels, et la mise au point de la méthode ophtalmodynamométrique et d'instruments de mesure (peson, « ophtalmodynamomètre de Bailliart », gonomètre ou tonomètre) firent autorité et suscitèrent dans le monde de nombreux travaux. Il publia également des travaux concernant les aveugles.
Lauréat de la Médaille Gonin (1945), officier de la Légion d'honneur, titulaire des Palmes académiques, il fut médecin et enseignant notamment en tant que maître des Conférences Honoraire à l'École des Hautes Études.
Maire de Massy de 1926 à 1935, il est l'auteur d'une monographie sur l'histoire de cette commune de de l'Essonne, où il avait acquis et baptisé « Chambertrand » une maison ayant appartenu à l'historien Fustel de Coulanges, qui abrite maintenant un centre de la CIMADE. 

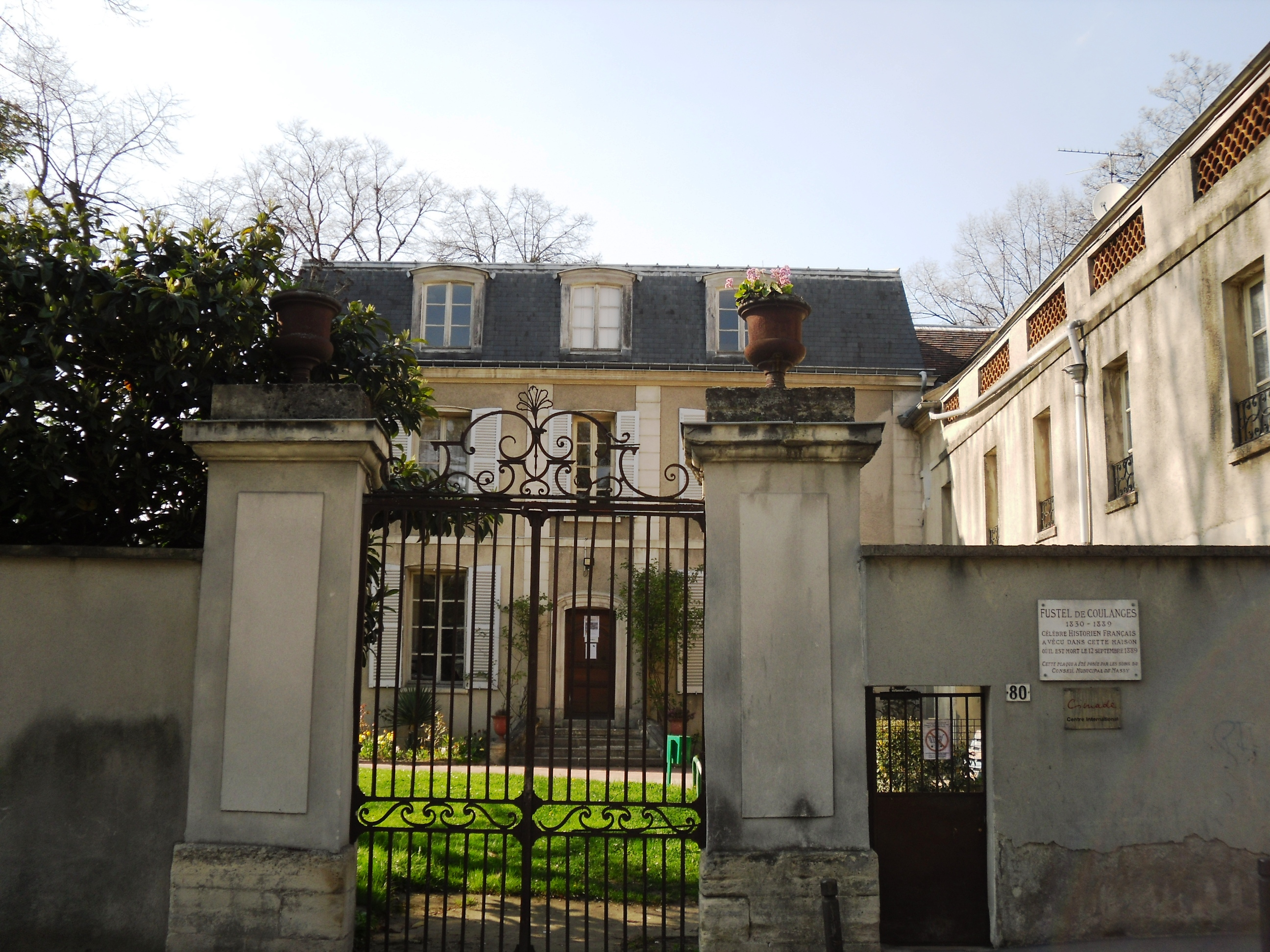
La maison de Paul Bailliart à Massy

C'est dans cette maison et sous son égide que fut créé, dans les années soixante, le Centre Culturel de Massy (CCM), dont sa petite-fille Charlette Trotot et son époux, Raymond Rodriguez, furent à l'origine. Le Centre culturel Paul Bailliart, construit en 1969 et actuellement connu sous le nom de « Paul B. » est l'héritier direct de cette association.
Mort le 29 octobre 1969 dans le 5e arrondissement de Paris, Paul Bailliart est enterré à Massy, dans le cimetière des Sablons.

## Décorations
- Chevalier de la Légion d'honneur[1]
- Officier de la Légion d'honneur[1],[9]
- Croix de guerre 1914–1918[1],[9]
- Chevalier de l'ordre des Palmes académiques[9]
- Chevalier de l'ordre de Léopold, le 13/11/1937[9]
- Officier de l'Instruction publique[1]
- Chevalier du Mérite agricole[1]
- Commandeur du Nichan Iftikhar[1]

## Publications
- Codirecteur, Traité d'ophtalmologie, 8 volumes, Masson, 1939.
- Paul Bailliart, Histoires de familles : histoire de la famille Bailliart, histoire de la famille Roy, souvenirs d'enfance, Badiane, 1990, 111 p. (ISBN 978-2-908450-00-2, présentation en ligne)
- Paul Bailliart, Histoire de Massy, Livre d'Histoire, 2003 (1re éd. 1947), 197 p. (ISBN 978-2-84373-329-1, présentation en ligne)